# Leigh Neville (escritor)
Leigh Neville é um escritor australiano de temas militares, tendo escrito vários livros sobre unidades militares convencionais modernas e forças de operações especiais servindo no Afeganistão e no Iraque. Ele também foi consultor em tópicos militares para várias empresas de jogos de guerra e produtores de documentários de televisão. Ele mora em Sydney com sua esposa e dois cachorros.
Entre seus livros publicados estão Special Forces in the War on Terror da Osprey Publishing e Guns of the Special Forces pela Pen and Sword Books. Em fevereiro de 2025, publicou Boots on the Ground: Modern Land Warfare from Iraq to Ukraine, sobre a experiência dos soldados no século XXI.

## Livros publicados
- The Australian Army at War 1976–2016;
- Boots on the Ground: Modern Land Warfare from Iraq to Ukraine;
- The British Army in Afghanistan 2006–14: Task Force Helmand;
- Day of the Rangers: The Battle of Mogadishu 25 Years On;
- The Elite: The A–Z of Modern Special Operations Forces;
- European Counter-Terrorist Units 1972–2017;
- Modern Snipers;
- The SAS 1983–2014;
- Special Forces in the War on Terror;
- Special Operations Forces in Afghanistan;
- Special Operations Forces in Iraq;
- Special Operations Patrol Vehicles: Afghanistan and Iraq;
- Takur Ghar: The SEALs and Rangers on Roberts Ridge, Afghanistan 2002;
- Technicals: Non-Standard Tactical Vehicles from the Great Toyota War to modern Special Forces;
- US Army Green Beret in Afghanistan 2001–02;
- US Army Rangers 1989–2015: Panama to Afghanistan;
- Guns of the Special Forces 2001 – 2015;
- Infantry Small Arms of the 21st Century: Guns of the World's Armies.